# Heinz Lienhard
Heinz Lienhard (* 18. Juni 1937, heimatberechtigt in Brittnau; † 12. Mai 2020) war ein Schweizer Elektroingenieur und Erfinder. Er war Entwickler von Strommesseinrichtungen und der Programmiersprache PORTAL.

## Leben  und Werk
Heinz Lienhard besuchte die Oberrealschule der Kantonsschule Winterthur von 1952 bis 1956 und schloss mit der Matura Typus C ab. Anschliessend folgte das Studium der Elektrotechnik an der ETH Zürich von 1957 bis 1961 mit Abschluss als dipl. El. Ing. ETH.
Der Berufseinstieg erfolgte bei Contraves AG in Zürich, wo er mit CORA 1 einen der ersten transistorisierten Digitalrechner der Schweiz programmierte, welcher von Peter Tóth entwickelt wurde. Wie viele seiner Schweizer Kollegen auf dem Gebiet der Elektronik zog es Lienhard nach den USA. Er trat eine Stelle im Team von André Jaecklin bei Ampex in Redwood City an. Dort erforschte er magnetische Dünnfilmspeicher. Berufsbegleitend machte er an der Stanford University ein Studium in mathematischer Statistik, welches er als Master of Science (M. Sc.) abschloss. Daraufhin kehrte er zur Firma Contraves in Zürich zurück. Später wechselte er zur Firma Landis & Gyr (L&G) in Zug, wo er Leiter des Zentrallaboratoriums wurde. Mit seinem Team erarbeitete er Grundlagen für elektronische Energiezähler und Guthabenkarten (vorausbezahlte Entwertungskarten) auf der Basis von Hologrammen, welche durch die Schweizer PTT unter dem Namen Taxcard für öffentliche Fernsprecher eingesetzt wurden. Die Firma L&G und ihre Tochterfirma Sodéco in Genf vermarkteten diese Guthabenkarten zusammen mit öffentlichen Fernsprechstationen von Sodéco unter dem Namen Phonocard, welche in vielen weiteren Ländern zum Einsatz kamen.
Zusammen mit Rudolf Schild entwickelte Lienhard ab 1974 die Programmiersprache PORTAL (Process Oriented Real Time Algorithmic Language). Diese Sprache zeichnete sich durch deren Eignung zur Steuerung von Echtzeitprozessen in eingebetteten Systemen aus. Grundlage war die Programmiersprache Pascal, welche für Echtzeitverhalten und Multiprozessoranwendungen optimiert wurde. In Zusammenarbeit mit der ETH Zürich wurde eine Implementierung für den Rechner PDP-11 der Digital Equipment Corporation durchgeführt. Ein Compiler für den Code des PDP-11-Rechners war 1978 betriebsbereit. Es konnte festgestellt werden, dass die Programmerstellung mittels PORTAL etwa fünfmal rascher gelang als mit der entsprechenden Assemblersprache. Unter Einbezug von Jean-Daniel Nicoud von der ETH Lausanne wurde mit der Firma Bobst Graphics S. A. eine praktische Anwendung verwirklicht. Ebenfalls wurde ein Teil von PORTAL an den Mikroprozessor Intel 8080 angepasst, um entsprechende Embedded Systems zu realisieren. Ausführungen für weitere Zielrechner wie VAX-11 und MC68000 folgten.
Lienhard gründete 1993 die Firma Ivyteam AG, Zug. Ivyteam fokussierte auf die Modellierung von Geschäftsprozessen.
Lienhard war verheiratet und hatte drei Töchter.

## Veröffentlichungen
- Heinz Lienhard et al.: Simulation and Process-Control with parallel Processes as implemented in PORTAL. Proc. of the IMACS Conference 1979, Sorrento, Italy
- mit Rudolf Schild: Echtzeitprogrammierung in PORTAL. ACM Sigplan Mitteilungen, Vol. 15, April 1980, Nr. 4, S. 79–92
- Die optisch kodierte Karte: System- und Sicherheitsaspekte. LANDIS & GYR Mitteilungen, 1/1980, S. 14–20
- Wovon wird die Schweiz in Zukunft leben? NZZ, 25. Februar 1991, S. 15, abgerufen am 29. Januar 2022

## Ehrung
- Die ETH Lausanne verlieh ihm 1990 den Ehrendoktortitel.[7] Die Laudatio lautete: «En hommage à l'ingénieur concepteur, à son dynamisme dans le milieu industriel et à son ouverture aux nouvelles technologies. Par son engagement scientifique, il a contribué à rapprocher l'industrie et les Hautes Ecoles» Übersetzung: In Würdigung seiner Verdienste als konzeptionell denkender Ingenieur, seinem dynamischen Wirken im Industriebereich und seinem Interesse an neuen Techniken. Durch sein wissenschaftliches Engagement hat er zur Zusammenarbeit zwischen der Industrie und den Hochschulen beigetragen.